# Chatuba de Mesquita
Grêmio Recreativo Escola de Samba Chatuba de Mesquita é uma escola de samba sediada no município de Mesquita, mais precisamente no bairro da Chatuba, que participa do carnaval da cidade do Rio de Janeiro. Suas cores são o verde e branco.

## História

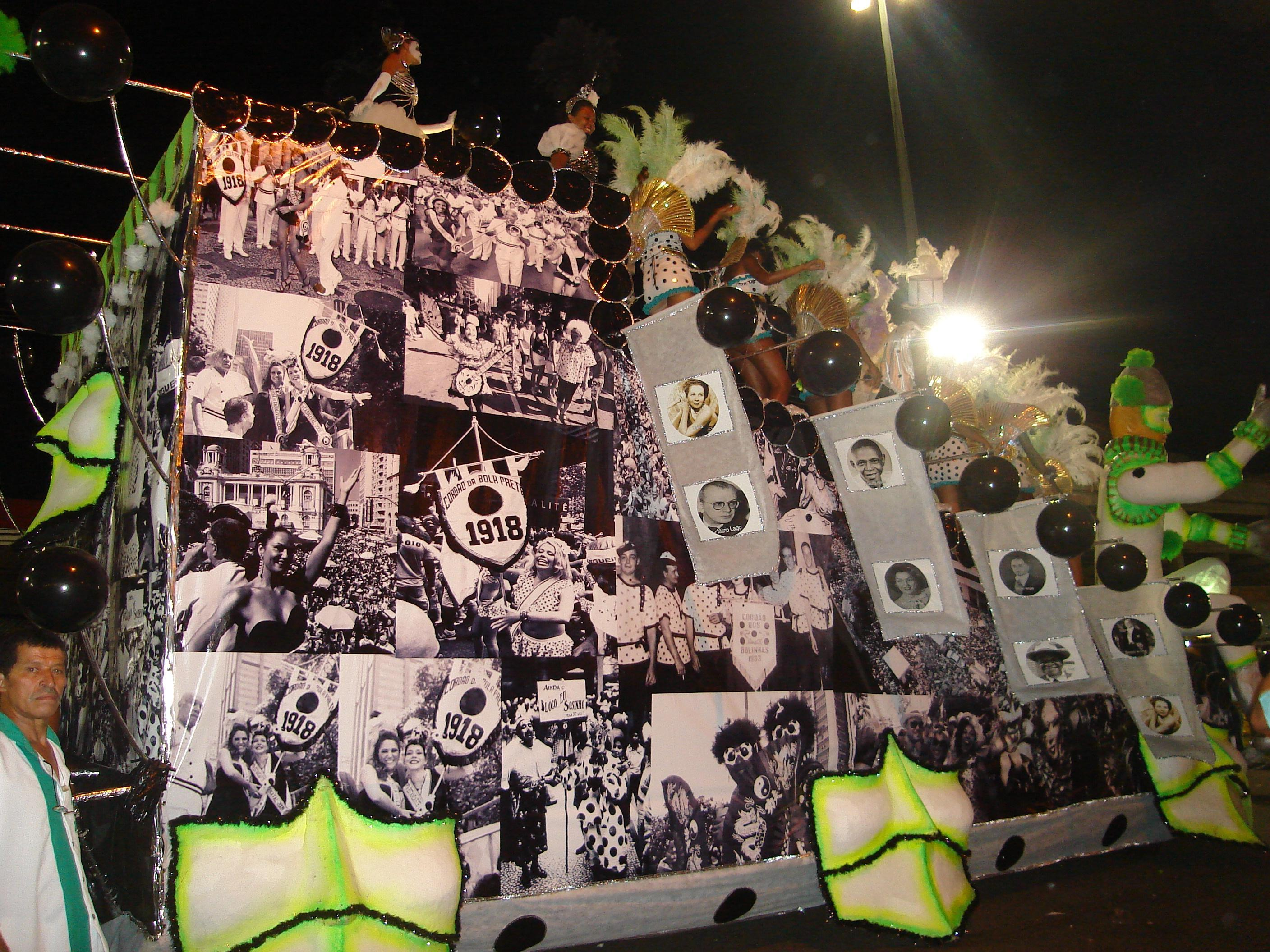
Abre Alas da Chatuba em 2010

A agremiação foi fundada como um bloco carnavalesco em 11 de maio de 2003, com a denominação Grêmio Recreativo Bloco Carnavalesco Chatuba de Mesquita. Porém, fez sua estreia no carnaval carioca somente em 2005, quando foi campeã do Grupo de avaliação dos blocos, ao desfilar com um enredo em homenagem à Beija-Flor. Ascendeu rapidamente nos quatro anos seguintes, sendo duas vezes campeã, e duas vezes vice-campeã.
Mesmo sem ter conquistado o título da primeira divisão dos blocos de enredo, pediu filiação à AESCRJ, em 2009, alterando sua denominação. Fez sua estreia como escola de samba em 2010 no Grupo de avaliação, desfilando na Intendente Magalhães, e tendo como tema de seu carnaval o Cordão do Bola Preta. Penúltima escola a desfilar, desfilou sem competir, sendo considerada, juntamente com a Matriz de São João de Meriti, aprovada a disputar entre as escolas de samba.
No ano de 2011, competiu pelo grupo E, com o tema que falará sobre a história do sorvete, denominado Do calor do carnaval, a Chatuba traz uma delícia glacial. terminando na 5º colocação e permanecendo no mesmo grupo. Para 2012, traz um enredo sobre as lendas, da mesma Comissão de carnaval. para 2012, a agremiação optou por reeditar mais uma homenagem ao Cordão do Bola Preta, mas optou com um enredo sobre as lendas, terminando como vice-campeã.

## Segmentos

### Presidentes
| Ano         | Presidente Administrativo       | Presidente de Honra             | Ref. |
| ----------- | ------------------------------- | ------------------------------- | ---- |
| 2003 - 2020 | Natalino Augusto Ribeiro Júnior | Tatiane Lauriano "Tati          |      |
| 2022        | Tatiane Lauriano "Tati"         | Natalino Augusto Ribeiro Júnior |      |

### Diretores
| Ano       | Diretor de Carnaval | Diretor geral de harmonia | Mestre de bateria              | Ref.  |
| --------- | ------------------- | ------------------------- | ------------------------------ | ----- |
| 2013–2015 | Pedro Chatuba       | José Bernardo             | Está te seguindo               | [ 3 ] |
| 2016      | Kleber Paiva        | Vitor de Carvalho         | Mestre Rogério do Amanhã       | [ 4 ] |
| 2020      | Luiz Guilherme      | Paulo Geovane             | Rogério Amanhã                 | [ 5 ] |
| 2022      | Thiago Moraes       | Paulo Giovane             | Luiz Guilherme e Felipe Araújo |       |

### Intérpretes
| Nome          | Ano              | Ref   |
| ------------- | ---------------- | ----- |
| 2005–2011     | Gregório         | [ 3 ] |
| 2012          | Jorge Chatuba    | [ 3 ] |
| 2013          | Jackson Santos   | [ 3 ] |
| 2014–2015     | Dedélio do Samba | [ 3 ] |
| 2016          | Pingo Sargento   | [ 3 ] |
| 2017-2023     | Glório Coutinho  | [ 5 ] |
| 2024-presente | Vinícius Silva   |       |

### Coreógrafos
| Ano  | Nome            | Ref.  |
| ---- | --------------- | ----- |
| 2014 | Flávio Henrique | [ 6 ] |
| 2020 | Isaac Belfort   | [ 5 ] |
| 2022 | Bruna Marmello  |       |

### Casal de Mestre-sala e Porta-bandeira
| Ano  | Nome                                   | Ref.                |
| ---- | -------------------------------------- | ------------------- |
| 2014 | Jorge Luiz & Annier                    | [ 6 ]               |
| 2015 | Diego Moreira & Crislane               | [carece de fontes?] |
| 2020 | Renato Madureira e Anna Beatriz Arruda | [ 5 ]               |
| 2022 | Anna Beatriz Arruda e Matheus Soli     |                     |

### Corte de Bateria
| Ano       | Rainha           | Madrinha | Ref.        |
| --------- | ---------------- | -------- | ----------- |
| 2010–2013 | Tatiane Lauriano |          | [ 7 ] [ 8 ] |
| 2014–2015 | Dany Moreníssima |          | [ 9 ]       |
| 2016      | Ísis Figueiredo  |          | [ 4 ]       |
| 2020      | Rayane Gabrielle |          | [ 5 ]       |

## Carnavais
| Ano | Colocação | Grupo | Enredo | Carnavalesco | Ref.          |
| --- | --- | --- | --- | --- | ------------- |
| 2005 | Campeã | Grupo de Avaliação (Blocos)                                                                                           | Beija-Flor, 50 anos cantando com amor e arte a história do Brasil | Lino Salles, Alexandre Costa e Marcos Do Val                                                                          | [ 10 ]        |
| 2006 | Campeã | Grupo 3 (Blocos) | No Reino encantado do teatro infantil | Lino Salles, Alexandre Costa e Marcos Do Val                                                                          | [ 11 ]        |
| 2007 | Campeã | Grupo 2 (Blocos) | Da Quinta descortina-se uma Boa Vista | Lino Salles, Alexandre Costa e Marcos Do Val                                                                          | [ 12 ]        |
| 2008 | 4.º Lugar | Grupo 1 (Blocos) | Brasil, folia de norte a sul | Lino Salles, Alexandre Costa e Marcos Do Val                                                                          | [ 13 ]        |
| 2009 | Vice-campeã | Grupo 1 (Blocos) | A noite se fantasiou | Lino Salles, Alexandre Costa e Marcos Do Val                                                                          | [ 14 ]        |
| 2010 | Aprovada | Desfile de Avaliação                                                                                                  | Quem não chora, não mama | Lino Salles, Alexandre Costa e Marcos Do Val                                                                          |               |
| 2011 | 5.º Lugar | Grupo E (sexta divisão)                                                                                               | Do calor do carnaval, a Chatuba traz uma delícia glacial (Samba-enredo composto por Aguiar, Amilton Cordeiro, Diego Chocolate, Dimenor, Durval 59, Grillo, Jaquinho e Rogério do Amanhã)                                                                                              | Alexandre Costa, Jaquinho e Rogério do Amanhã                                                                         | [ 15 ] [ 16 ] |
| 2012 | Vice-campeã | Grupo E (sexta divisão)                                                                                               | Seja lenda ou seja história, se você contar eu acredito (Samba-enredo composto por Marcos Pereira Antônio, Rômulo de Mello Macassesi, Sérgio Henrique Pinheiro e Thiago Alves Barreira)                                                                                               | Alexandre Costa, Jaquinho e Rogério do Amanhã                                                                         | [ 17 ] [ 18 ] |
| 2013 | 8.º Lugar | Grupo D (quinta divisão)                                                                                              | Cabaret Chatuba | Lino Salles, Alexandre Costa e Marcos do Val                                                                          | [ 3 ] [ 19 ]  |
| 2014 | 10.º Lugar | Grupo D (quinta divisão)                                                                                              | Chatuba apresenta as marchinhas que encantaram a Guanabara (Samba-enredo composto por Rômulo Presidente, Thiago Alves & Pepo) | Walter Guilherme | [ 6 ] [ 8 ]   |
| 2015 | 9.º Lugar | Série D (quinta divisão)                                                                                              | A Chatuba canta, dança e se encanta na cultura Nordestina! (Samba-enredo composto por Vitor de Carvalho, Johny Matos e Bruno de Oliveira) | Ricardo Paulino |               |
| 2016 | 4.º Lugar | Série D (quinta divisão)                                                                                              | A saga de um guerreiro cujo peito é incrustado de aço (Samba-enredo composto por Mailton do cavaco, Valcenir 7 corda, Jorge Patrício, Claudinho, Tom tom, Rogério do Amanha, Márcia do gueto, Rosael Gadelha, João Pedro e J.P)                                                       | Ricardo Paulino | [ 4 ] [ 20 ]  |
| 2017 | 4.º Lugar | Série D (quinta divisão)                                                                                              | "O bobo na Corte do Carnaval" | Sérgio Falcão |               |
| 2018 | 6.º Lugar | Série D (quinta divisão)                                                                                              | Beija-Flor, a Deusa da Passarela – 70 Anos de Glória! | Sérgio Falcão e Carlos Cavallieri                                                                                     | [ 21 ]        |
| 2019 | 11º Lugar (Rebaixada)                                                                                                 | Série D (quinta divisão)                                                                                              | A Mística Magia dos Contos Infantis Compositores: Alexandre Valle / Carlinhos Da Xerox / Carlinhos Ousadia / Cris Oliveira / Di Menor Beij / Gigi Da Estiva / JC Saraiva / Jr Strayller / Luciano Da Kombi / Marcelo Machado / Márcio França / Paulo Bispo / Sarmento / Tiago Moraes. | Sérgio Falcão | [ 22 ]        |
| 2020 | 12.º Lugar | Série E (quinta divisão)                                                                                              | Jacutingas a inspiração. Da minha aldeia ecoa o grito pela preservação Compositores:Alan Vinícius, Glório Coitinho, Rogério Miguel Damatta, Maria Isabel e Jefferson Luiz | Alex Carvalho | [ 23 ] [ 5 ]  |
| Inicialmente adiados para o mês de julho, os desfiles do Carnaval 2021 foram cancelados devido a pandemia de Covid-19 | Inicialmente adiados para o mês de julho, os desfiles do Carnaval 2021 foram cancelados devido a pandemia de Covid-19 | Inicialmente adiados para o mês de julho, os desfiles do Carnaval 2021 foram cancelados devido a pandemia de Covid-19 | Inicialmente adiados para o mês de julho, os desfiles do Carnaval 2021 foram cancelados devido a pandemia de Covid-19 | Inicialmente adiados para o mês de julho, os desfiles do Carnaval 2021 foram cancelados devido a pandemia de Covid-19 | [ 24 ]        |
| 2022 | 8.º Lugar | LIVRES (Grupo B) | Cortejo aos reis do CongoCompositores:Marcelo do 100, Vagner Quirino, Baigolo e Marcelo Peladão | Matheus Rodrigues | [ 25 ] [ 26 ] |
| 2023 | 7.º Lugar | Série Bronze (Terça-feira) (quarta divisão)                                                                           | Eis o Malandro Dicró pela Lapa outra vez... Compositores: Nathan Wallace, Wellington Cavaco, Ronaldo Jr., Diego Oliveira, Junior PQD, Di Menor da Beija-flor e Glória Coutinho | Matheus Rodrigues | [ 27 ]        |
| 2024 | Vice-campeã | Série Bronze (Sábado) (quarta divisão)                                                                                | Estava a toa na vida, minha Chatuba chamou! Pra ver o circo passar contando coisas de amor... | Puff e Ricardo Ferreira                                                                                               | [ 28 ]        |
| 2025 | 11.º Lugar | Série Prata (terceira divisão)                                                                                        | Funk-se quem quiser | Alexandre Costa, Lino Salles e Marcus do Val                                                                          | [ 29 ]        |

## Premiações
Prêmios recebidos pelo GRES Chatuba de Mesquita.
| Ano  | Prêmio          | Categoria / premiados                                        | Divisão | Ref.   |
| ---- | --------------- | ------------------------------------------------------------ | ------- | ------ |
| 2012 | Plumas & Paetês | Carnavalescos (Alexandre Costa, Lino Sales e Marcus do Val)  | Grupo E | [ 30 ] |
| 2012 | Plumas & Paetês | Aderecista (Alexandre Costa)                                 | Grupo E | [ 30 ] |
| 2012 | Plumas & Paetês | Historiador / pesquisador (Marcus do Val)                    | Grupo E | [ 30 ] |
| 2013 | Plumas & Paetês | Pesquisadores (Alexandre Costa, Lino Salles e Marcus do Val) | Série D | [ 31 ] |